# Amadeo V. Veliki
Amadeo V. Veliki (tal. Amedeo V di Savoia) (Le Bourget, oko 1250. – Avignon, 16. listopada 1323.), savojski grof od 1283.  godine. Ujedinio je posjede i proširio vlast nad savojskim zemljama te je uveo salijski zakon o nasljeđivanju po pravu prvorođenja u muškoj liniji. Smatra se začetnikom talijanske kraljevske dinastije.

## Životopis
Sin je grofa Tome II., regenta grofovije Savoja od 1253. do 1259. godine, i Beatrice Fieschi. Naslijedio je na naslov grofa i vlast nad Savojom od svog strica Filipa I., koji nije imao djece.
Godine 1310. priključio se rimsko-njemačkom caru Henriku VII. za vojnog pohoda u Italiji te ga je car 1312. godine postavio za kneza i generalnoga namjesnika u Lombardiji. Godine 1315. priskočio je u pomoć ivanovcima pri obrani Roda od Turaka.

## Vanjske poveznice
- Amadeo V. Veliki Hrvatska enciklopedija
- Amadeo V. Veliki Proleksis enciklopedija

| Amadeo V. Veliki Savojska dinastijaRođ. 4. rujna 1249. Umr. 16. listopada 1323. |                             |                      |
| Vladarske titule                                                                |                             |                      |
| prethodnik Filip I.                                                             | savojski grof 1285. – 1323. | nasljednik Eduard I. |